# 舞感青春
《舞感青春》（英語：Feel the Beat）是一部2020年美國家庭舞蹈喜劇電影，由艾麗莎·唐導演，邁克爾·阿姆布魯斯特和肖恩·古編劇，索菲亞·卡森、恩里克·克蘭東尼和沃爾夫岡·諾沃格拉茨主演。

## 劇情大綱
女主角艾柏樂是一名夢想成為百老匯舞蹈明星的年輕女子，儘管她的舞技出眾，卻因為在一次試鏡中意外得罪資深百老匯前輩而遭到封殺，只好無奈地回到威斯康辛州的老家。回到老家後，艾柏樂遇見了昔日的舞蹈老師芭布，後者熱情的邀約她指導鎮上的一群年幼的舞蹈班學生，然而這些學生雖然熱愛跳舞卻舞技不佳，並且每人都有各自的缺點。艾柏樂本來對此興趣缺缺，但隨後發現若能讓孩子們進軍全國賽事，自己也有機會重獲百老匯賞識。在指導初期，艾柏樂與學生們都遇到了許多挫折，但後來逐漸培養出了情感，並一同面對挑戰。

## 外部連結
- 互联网电影数据库（IMDb）上《舞感青春》的资料（英文）
- 舞感青春 （页面存档备份，存于） 於Netflix的資料